# Tryllesækken
Tryllesækken er en dansk stumfilm fra 1907 produceret af Nordisk Films Kompagni og instrueret af Viggo Larsen.

## Handling
To klovne udfører akrobatiske numre på og med hinanden, indtil de pludselig kommer op at slås. En stor lærredssæk, som den ene finder frem og gemmer sig i, viser sig at have magiske egenskaber.